# Z dokazi podprta medicina
Z dokazi podprta medicina ali na dokazih temelječa medicina, tudi na raziskavah temelječa medicina (angl. evidence based medicine) pomeni uporabo znanstvenoraziskovalno preverjenih kliničnih izsledkov za optimalno oskrbo bolnikov.

## Ozadje
V novejšem času smo priča eksploziji znanja v vseh znanostih in s tem tudi v medicini. Vsakodnevno odkrivajo nove možnosti diagnostike in zdravljenja. Ena bistvenih sprememb sodobne medicine je poplava, pogosto tudi neustreznih, informacij, s katerimi se soočajo tako zdravniki kot bolniki. Hitro povečevanje medicinskega znanja se kaže tudi s povečevanjem števila publikacij in razvoju znanosti je praktično nemogoče slediti tako, da bi brali originalne prispevke. Hiter razvoj ponuja veliko različnih možnosti zdravstvene obravnave bolnikov, kar lahko vodi do tega, da zdravniki isto bolezen obravnavali zelo različno. Odločanje lahko namreč v takih okoliščinah temelji na subjektivni presoji strokovnjakov, pogosto brez analize vseh obstoječih dejstev, na dokazih temelječa medicina pa prinaša temeljite spremembe takega tradicionalnega medicinskega odločanja. V medicinski literature se vse več berejo pregledni članki, povzetki in meta analize. Doktrine so tudi vse bolj zapletene in se nenehoma spreminjajo. Eni izmed temeljnih zahtev, da se zdravnik stalno izobražuje, se dodaja nova, da zna z metodo znanstveno utemeljene medicine oceniti pomen novih spoznanj in utemeljenost njihove uporabe pri svojih bolnikih ter znati  tehtati resnično dobrobit nekega ukrepa ali zdravljenja za svoje bolnike.
Na spletu je veliko različnih podatkovnih zbirk, ki pomagajo pri iskanju zanesljivih virov informacij, med drugimi zbirka Medline, ki je preko spletnega vmesnika PubMed odprta za javno uporabo in zajema večino recenziranih revij. Predstavlja zlati standard iskanja recenziranih člankov in je v medicinski stroki tudi najbolj razširjena. Cochrane Library je mednarodna neprofitna organizacija, ki pripravlja, vzdržuje in spodbuja visoko kakovostne sistematične preglede že opravljenih randomiziranih študij. Sestavlja jo skupina približno 28.000 strokovnjakov, ki so doslej objavili več kot 4.000 sistematskih pregledov študij, ki se stalno posodabljajo in katerih število nenehno narašča.

## Zgodovina
V 80. letih dvajsetega stoletja je v reviji kanadskega medicinskega društva Canadian Medical Association Journal začela skupina kliničnih epidemiologov s kanadske Univerze McMaster objavljati serijo člankov z namenom, da bi zdravnikom svetovali,
kako naj berejo klinične revije, da bi jim čim bolj koristile pri njihovem delu. Vpeljali so izraz kritična presoja (angl. Critical appraisal), s katerim so opisali uporabo temeljnih pravil presoje kakovosti kliničnih člankov. Poudarjali so, da je potrebno v sodobno klinično prakso vpeljati znanstvene izsledke iz medicinske literature ter le-te dejansko uporabljati pri kliničnem odločanju in delovanju. Kasneje so takšen način kliničnega dela poimenovali na izsledkih temelječa medicina in opredelili kot »vestno, nedvoumno in razumno uporabo trenutno najboljših izsledkov v odločanju o medicinski oskrbi posameznega bolnika«.